# Bühler Motor
Bühler Motor mit Hauptsitz in Nürnberg entwickelt und fertigt mechatronische Antriebslösungen. Gleichstrommotoren (bürstenbehaftet und bürstenlos), Getriebemotoren und Pumpen bilden dabei das Kernstück der mechatronischen Antriebslösungen.
Mit 1200 Mitarbeitern (Stand 2024) an elf Standorten auf drei Kontinenten (Europa, Nordamerika, Asien) ist die Gruppe aktiv. Hauptmärkte sind die Automobilindustrie (Anwendungen im Antriebsstrang, im Motorraum, im Innenraum und im Karosseriebereich), die Medizintechnik (Antriebslösungen in Medikamentenabgabesystemen), die Luftfahrtindustrie (Flugzeugsitz-Verstellsysteme) und weitere Industrielösungen (beispielsweise in der Gebäudeautomatisierung, der Landtechnik, für Transport und Logistik, Pumpen, Paper Handling oder Verkaufs- und Bankautomaten).

## Geschichte
Das Unternehmen wurde 1855 als Uhrenmanufaktur durch die Brüder Adolf und Karl Heinrich Bühler in Triberg im Schwarzwald gegründet. 1892 wurde es von Josef Furtwängler (1862–1926), dem Urgroßvater der heutigen Gesellschaftergeneration, gekauft und firmierte fortan unter dem Namen Gebrüder Bühler Nachfolger Furtwängler.
1925 wurde die Entwicklung und Produktion der Antriebstechniksparte, damals vor allem für Spielzeug, nach Nürnberg verlagert, wo sie unter dem Namen Gebrüder Bühler Nachfolger GmbH geführt wurde. Der erste Bühler-Elektromotor, der sogenannte „Messingmotor“, wurde 1955 gefertigt. 1960 wurde ein neues Zweigwerk in Monheim in Bayern gebaut.
1969 fertigte das Unternehmen die ersten Kfz-Applikationen für Delco Electronics in den USA. 1974 wurde Buehler Products Inc. als Produktionswerk in North Carolina, USA eröffnet. 1983 folgte der Aufbau eines USA-Entwicklungszentrums und eines zweiten Fertigungsstandort in North Carolina. Im Jahr 1994 wurde die Bühler Motor s.r.o. als Produktionswerk in Hradec Králové in der Tschechischen Republik gegründet, dieses Werk wurde zweimal in den Jahren 1998 und 2001 erweitert.
Die Muttergesellschaft und alle Tochtergesellschaften wurden 1998 in Bühler Motor umfirmiert. Im gleichen Jahr folgte die Gründung der „Buehler Motor Ltd.“ in Hongkong mit Fertigungsstätte in Huizhou in der VR China. 2002 startete die Produktion in Chihuahua in Mexiko; 2003 erfolgte die Produktionsverlagerung von North Carolina, USA nach Chihuahua in Mexiko. 2006 wurde die Buehler Motor Zhuhai Ltd. in der VR China gegründet. 2009 wurde das North American Tech Center (NATC) in Morrisville (North Carolina), USA, errichtet. Für den Standort in China eröffnete Bühler Motor im Jahr 2012 ein Vertriebsbüro in Shanghai. 2015 wurde eine Vertriebs-Repräsentanz in Yokohama in Japan gegründet. 2017 erfolgte die Übernahme der Dornier Technologie Systems GmbH in Uhldingen-Mühlhofen, der Dornier Technologie GmbH & Co. KG und der Dornier Technologie Beteiligungs GmbH. 2018 kam es zur Umfirmierung in Bühler Motor Aviation GmbH. 2018 eröffnete der neue Vertriebs- und Technologiestandort in Farmington Hills (Detroit-Michigan) in USA. 2022 Die Uno Minda Ltd. und die Bühler Motor GmbH gründeten ein gemeinsames Joint Venture in Bawal, Indien, unter dem Namen Uno Minda Buehler Motor Private Ltd.

## Standorte
- Bühler Motor GmbH, Nürnberg, Deutschland
- Bühler Motor GmbH, Monheim (Schwaben), Deutschland
- Bühler Motor Aviation GmbH, Uhldingen-Mühlhofen, Deutschland
- Bühler Motor s.r.o., Hradec Králové, Tschechien
- Buehler Motor Inc., Morrisville, North Carolina, USA
- Buehler Motor Inc., Detroit, Michigan, USA (Vertriebsbüro)
- Buehler Motor de Mexico S. de R.L. de. C.V., Chihuahua (Stadt), Mexiko
- Buehler Motor Ltd., Hongkong, VR China
- Buehler Motor (Zhuhai) Co. Ltd., Zhuhai Stadt, Guangdong Provinz, VR China
- Buehler Motor (Zhuhai) Co. Ltd., Shanghai, VR China (Vertriebsbüro)
- Buehler Motor (Zhuhai) Co. Ltd., Yokohama, Japan (Vertriebsbüro)
- Uno Minda Buehler Motor Private Ltd., Bawal, Indien (Joint Venture)

## Produkte
Die Produktpalette des Unternehmens umfasst beispielsweise:
- DC-Motoren[20]
- DC-Getriebemotoren[21]
- Planetengetriebemotoren[22]
- Stirnradgetriebemotoren[23]
- BLDC-Motoren[24]
- elektrische Wasserpumpen|Kühlmittelpumpen[25]
- elektrische Ölpumpen|Getriebeölpumpen[26]
- Linearaktuatoren[27]